# Le Grippon
Le Grippon es una comuna nueva francesa situada en el departamento de Mancha, de la región de Normandía.

## Historia
Fue creada el 1 de enero de 2016, en aplicación de una resolución del prefecto de Mancha de 4 de diciembre de 2015 con la unión de las comunas de Champcervon y Les Chambres, pasando a estar el ayuntamiento en la antigua comuna de Champcervon.

## Demografía
| Gráfica de evolución demográfica de Le Grippon entre 1800 y 2013 |
|                                                                  |

Los datos entre 1800 y 2013 son el resultado de sumar los parciales de las dos comunas que forman la nueva comuna de Le Grippon, cuyos datos se han cogido de 1800 a 1999, para las comunas de Champcervon y Les Chambres de la página francesa EHESS/Cassini. Los demás datos se han cogido de la página del INSEE.

## Composición
| Comuna delegada | Código INSEE | Población (2013) | Superficie (km²) | Densidad (hab./km²) |
| --------------- | ------------ | ---------------- | ---------------- | ------------------- |
| Champcervon     | 50115        | 215              | 5.63             | 38                  |
| Les Chambres    | 50114        | 137              | 4.18             | 33                  |